# United States Fish and Wildlife Service
United States Fish and Wildlife Service (forkortelser: USFWS eller FWS) er en amerikansk myndighed som tilhører USAs indenrigsministerium. Myndigheden har ansvaret blandt andet for miljøbeskyttelse og bevaringen af landets artsrigdom.
Organisationen forvalter for eksempel (ofte i samarbejde med andre institutioner) over 520 naturreservater som kaldes National Wildlife Refuges .
USFWS har cirka 70 akvakulturer til at avle fisk til udsætning i vandløb, som mistede sine fiskepopulationer på grund af byggeprojekter. En del arter dyrkes for at øge flodernes og søernes bestande af attråværdige byttedyr for lystfiskere.
USFWS beskæftiger omtrent 120 wildlifeinspectors ved USAs grænser eller på lufthavne og kontrollerer at ingen forbudte dyrearter indføres. Desuden findes 260 special agents som efterforsker efter illegal handel med dyre- eller plantearter.
En særlig enhed af USFWS er National Eagle Repository. Alle i USA fundne døde individer af hvidhovedet havørn og kongeørn sendes til denne enhed. Ørnene overlades så udelukkende til indianere til kulturelle formål. For øjeblikket ligger ventetiden for en hvidhovedet havørn på 3,5 år.